# Орест Банах
Орест Банах (англ. Orest “Orri” Banach, Новий Ульм) — колишній американо-німецький футболіст українського походження, воротар.

## Клубні виступи
Народився 31 березня 1948 року в Німеччині, де його батько Омелян опинився наприкінці Дугої світової війни, який теж був відомим футболістом і встиг пограти за низку німецьких та американських клубів (напр., «Леви»). Незабаром родина переїхала до США у штат Іллінойс, де Орест і зростав, 1965 року закінчивши школу Іст Лейден у передмісті Чикаго, Франклін-Парку. В цей же час Орест почав займатись футболом: батько-форвард з дитинства тренував його, пробиваючи по воротах, де стояв його син.
Орест Банах розпочав свої виступи в дорослому футболі в чиказькому клубі «Леви». Значну допомогу в його становленні надали Клюфас та Гординський, з якими він працював ще із юних років.
1967 року родина Банахів гостювала в канадському Торонто, і Орест попросився постажуватися в команду «Торонто Рома», яку очолював друг родини та іще представник української футбольної діаспори Остап Стецьків. Короткі оглядини призвели до того, що юнака, який приїхав на канікули в Торонто, залишили в команді й зробили воротарем основи.
|               | «Це була велика честь для мене, молодого хлопця, грати в команді з друзями батька проти професіоналів, гравців збірних різних країн, які виступали в канадській лізі. Не злічити тих європейців, аргентинців, які приїхали грати проти нас. Тим не менш, ми виявилися сильнішими, і «Торонто Рома» здобув свій перший та єдиний титул чемпіонів Канади 1967 року» |
| — Орест Банах | |

Після повернення до США Банах три сезони провів у Північноамериканській футбольній лізі. Тодішня NASL була основною футбольною лігою Північної Америки де грали видатні гравці з усього світу, зокрема Пеле, Кройфа, Беккенбауера. Команди Банах «Бостон Біконс», «Балтимор Бейс» та «Сент-Луїс Старс» також мали чимало легіонерів, серед яких були і українці. У Бостоні Орест перетнувся із аргентинським українцем Володимиром Тарнавським, який в Південній Америці діставався фіналу прем'єрного Кубку Лібертадорес. У Балтиморі був іще один аргентинець — захисник Іван Бородяк, а також форвард Расті Кіндратів. У Сент-Луїсі всього кількома роками раніше виступав Нік Крат. Загалом за три сезони в NASL Банах провів 20 матчів, у яких здійснив біля трьох сотень сейвів. У професіональній лізі на заваді молодому голкіперу ставали серйозні конкуренти та травми, але у аматорському футболі, все ще сильному і впливовому, Орест здобув чимало тріумфів, виступаючи за «Левів» та «Чорноморську Січ».
Там він грав майже до сорока років, після чого завершив ігрову кар'єру.

## Виступи у збірній
Виступав за олімпійську збірну США.
У головній збірній він дебютував 20 квітня 1969 року в Порт-о-Пренсі в кваліфікаційному матчі до чемпіонату світу 1970 року проти збірної Гаїті. 21-річний голкіпер відстояв усі 90 хвилин і в матчі-відповіді 11 травня в Сан-Дієго. В обох іграх американці поступилися (0:2 і 0:1) і вилетіли з кваліфікації. Впродовж 1970–1971 років через організаційні проблеми національна команда не провела жодного матчу. 1972 року, відразу ж після відродження збірної, Банах зіграв за неї ще два матчі світової кваліфікації до уже наступного чемпіонату світу 1974 року. У обох зустрічах проти канадців його замінював Майк Вінтер. Проте і цього разу США не змогла пройти далі: вдома Канада виграла 3:2, а на виїзді зіграла внічию 2:2.
Після цього Банах більше за збірну не грав.

## Життя після футболу
Проживає в штаті Аризона, працює в ресторані шеф-кухарем. Його підприємство займається організацією громадського харчування на спортивних стадіонах США.